# 根菜キャバレー
根菜キャバレー（こんさいキャバレー）は、かつてサンミュージックプロダクションで活動していた日本のお笑いコンビ。2021年12月4日解散。

## メンバー[1]
- きったん（1990年1月17日（35歳） -）ツッコミ担当、立ち位置は向かって右。
  - 本名:北本 智子（きたもと さとこ）[2]。
  - 東京都三鷹市出身。
  - 身長154cm、血液型A型。
  - 旧芸名:Kittan（キッタン）。
  - ワタナベコメディスクール16期出身。
  - その他詳細は個人項目を参照。

- 天野 舞（あまの まい、1991年4月16日（33歳） -）ボケ・ネタ作り担当、立ち位置は向かって左。
  - 埼玉県児玉郡出身[3]。身長155cm、血液型O型。公称サイズは身長156cm、B89cm、W68cm、H94cm[4]。
  - 趣味は散歩、遊園地に行くこと、イラスト。特技は水を美味しそうに飲めること[4]。
  - 電卓検定1級、商業簿記1級、秘書検定2級の資格がある[4]。
  - ずっと人見知りなタイプで、新しいアルバイトを始めた時には誰ともしゃべれないまま一日終わって悲し過ぎる気持ちになったこともあったと言う。10代のころは今よりも性格が暗く、学校も休みがちだったと話している[5]。
  - 座右の銘は「すべてを手に入れる」[5]。
  - アンタッチャブルら人力舎所属の芸人たちに感動を覚え、2010年にスクールJCA19期生として入学[6]。JCA卒業後はプロダクション人力舎へ所属。
  - ヒューマンアカデミー芸人養成講座出身の川合亜紀とコンビ『あめんぼ』を結成し、ツッコミを担当。2年半の活動を経て2013年10月に解散[7][8]。
  - あめんぼの解散後、引き続き女性の相方を募集していたが[9]、2014年3月、ピーナッツパンの解散後ピン芸人「のんたなか」として活動していた田中希実とコンビ『ぴーかぶー』を結成[10][11]。ぴーかぶーは2016年4月30日、解散を発表[12]。
  - ぴーかぶー解散後、2017年5月から濱田勉（つーさん!、元サンドウィッチマン・元メインストリート・元閃光少女）とのコンビ『ヒルトヨル』を結成[13]。現在のコンビ結成から3か月後、ヒルトヨルは2018年10月末をもって解散[14]。
  - 解散後、舟久保匠（元マカロン）と結婚。

## 略歴
2018年7月1日結成（公式の結成日）。コンビ名は、きったんが以前からコンビを組んだら付けたい名前と妄想してたものだったという。
天野舞の相方募集ツイートにきったんがダイレクトメールを送ったのが結成のきっかけで、きったんを選んだ理由は「（ダイレクトメールの文面が）一番ふざけていたから」。天野はきったんのことを「頭のおかしい人だ」と思いながらも「センスを見せたがる女芸人が多い中で、きったんみたいに知性の欠片もないタイプは貴重だから」としてきったんと組むことを決める。ネタを書くのが苦手だと言うきったんは、天野に声をかけた理由として「ネタも書けて、ボケもツッコミも出来ると聞いて『天才じゃん!』と思ったから」と話している。結成した月の2018年7月26日開催のライブ「おか女。」にて、このコンビで初出演。同年のM-1グランプリ及び女芸人No.1決定戦 THE Wで根菜キャバレーとして出場。女芸人No.1決定戦 THE Wでは決勝に進出した。この決勝ではファーストステージで敗退したが、天野は後になって「一番爪痕を残したのは私たちだったんじゃないか?（原文ママ）」と思えるようになったという。
なお、天野は根菜キャバレー結成後もしばらくの間ヒルトヨルの活動と並行して行っていたが、ヒルトヨルは2018年10月末をもって解散。
2018年12月14日付けで根菜キャバレーとして、以前からきったんが所属しているサンミュージックプロダクションへの所属が正式に決定。これに伴い天野は実質的に人力舎から移籍、Kittanは芸名表記を「きったん」と改める事を発表した。
2019年7月13日・7月14日、初単独ライブ『大きなかぶ』（東京・しもきた空間リバティ）を開催。
きったんはこのコンビ結成について「（自分が）あまりにも我が強いせいで、周りから『絶対コンビなんて組めない』と言われていたけど、舞ちゃんが優しく包んでくれた」と話している。
2021年12月4日、双方のTwitterとnoteにて解散を発表。同年11月29日開催の『第30回MANZAI魂！』（新宿バッシュ!!）が最後のライブ出演となった。「今年（2021年）がラストチャンス」として頑張ったものの結果を出すことが出来ず、解散を選択したと明らかにしている。 きったんは芸人活動を継続し、天野は芸人活動を引退をする。きったんは2022年4月23日より平岡隼馬（元ロマン峠）とのコンビ「キャロパン」を組んで最初はお試しで活動し、同年11月1日にキャロパンはコンビとして正式に活動していく事を発表。きったんはそのまま変わらずサンミュージック所属となる（平岡がプロダクション人力舎から移籍）。

## 芸風
主に漫才。きったんの芸風について、新道竜巳（馬鹿よ貴方は）は「『明日死ぬ』と宣告されたと思わせるような捨て身のツッコミ」「命を賭けているかのようなツッコミ」「気持ち先行型の漫才」などと評している。また、きったんは「自己紹介ギャグ」を得意としており自分のものの他、他の人の自己紹介ギャグを作ったりもしている。新道竜巳によると、『女芸人No.1決定戦 THE W』ではほぼ同じネタ1本だけで決勝まで進出したために、急遽2本目の決勝用のネタを作ったという。

## 賞レース成績
M-1グランプリ
- 2018年 - 2回戦まで進出[15]
- 2019年 - 2回戦まで進出[15]
- 2020年 - 2回戦まで進出[15]
- 2021年 - 3回戦まで進出（※M-1自己最高記録）[15]

キングオブコント
- 2020年 - 2回戦まで進出[28]

女芸人No.1決定戦 THE W
- 2018年 - 決勝進出、ファーストステージ敗退
- 2019年 - 準決勝まで進出[29]
- 2020年 - 準決勝まで進出[30]
- 2021年 - 準決勝まで進出[31]

## 出演
根菜キャバレー結成前の各メンバーの出演及びきったん単独での出演については、きったん#出演、ぴーかぶー#出演（天野）のそれぞれの節を参照。

### テレビ
- 女芸人No.1決定戦 THE W 決勝戦（日本テレビ） - 2018年12月10日
- ウチのガヤがすみません!（日本テレビ） - 2019年1月8日（初出演）、2019年2月5日、2019年2月12日、2019年3月5日、2019年6月30日
- かみひとえ（テレビ朝日） - 2019年7月1日、天野のみ
- 貧ぼっちゃまの大発明（フジテレビ） - 2019年12月7日、2020年7月24日 いずれも天野のみ
- そろそろ にちようチャップリン（テレビ東京）- 2020年4月18日初出演
- 女の揉めごとお笑いバトル いざこざの花園（フジテレビ）- 2021年4月1日・4月6日・4月7日[32]
- 映画「地獄の花園」公開記念スペシャルナイト（フジテレビ）- 2021年5月22日深夜[33]

### ラジオ
- マイナビ Laughter Night（TBSラジオ） - 2019年3月8日初オンエア

## 連載
- 芸人のはなし（auサービスTOP、天野のみ、金曜日担当 2020年1月から）[34]